# Orbe (photographie)
Pour les articles homonymes, voir Orbe.

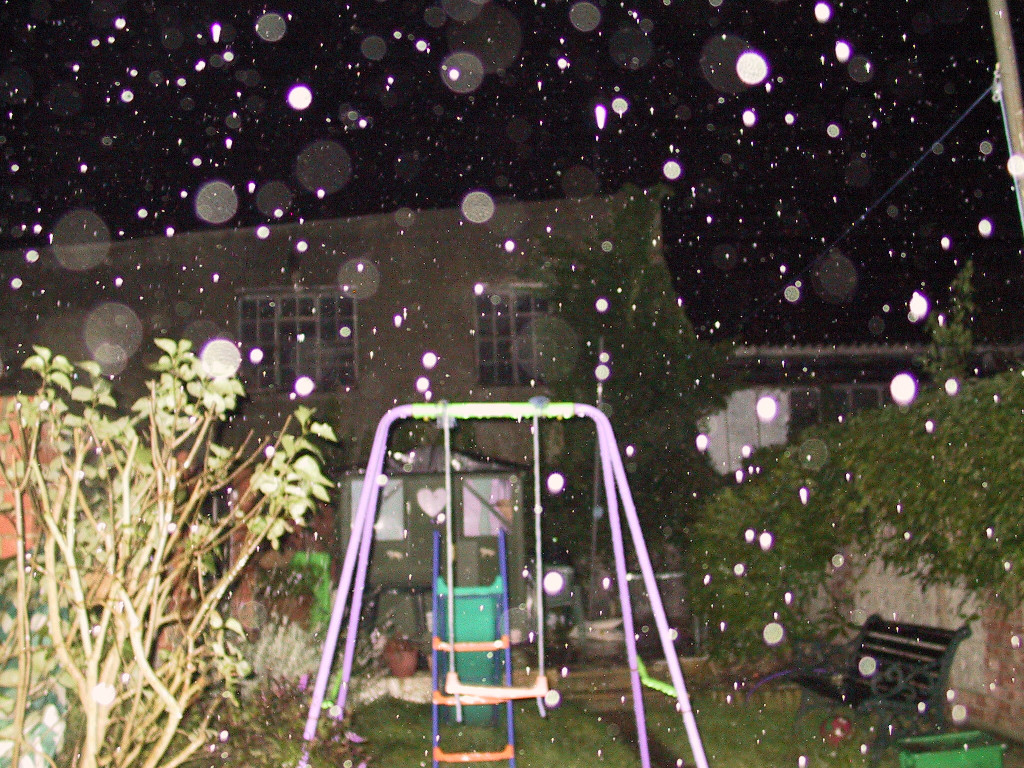
Orbes causés par les gouttes de pluie.

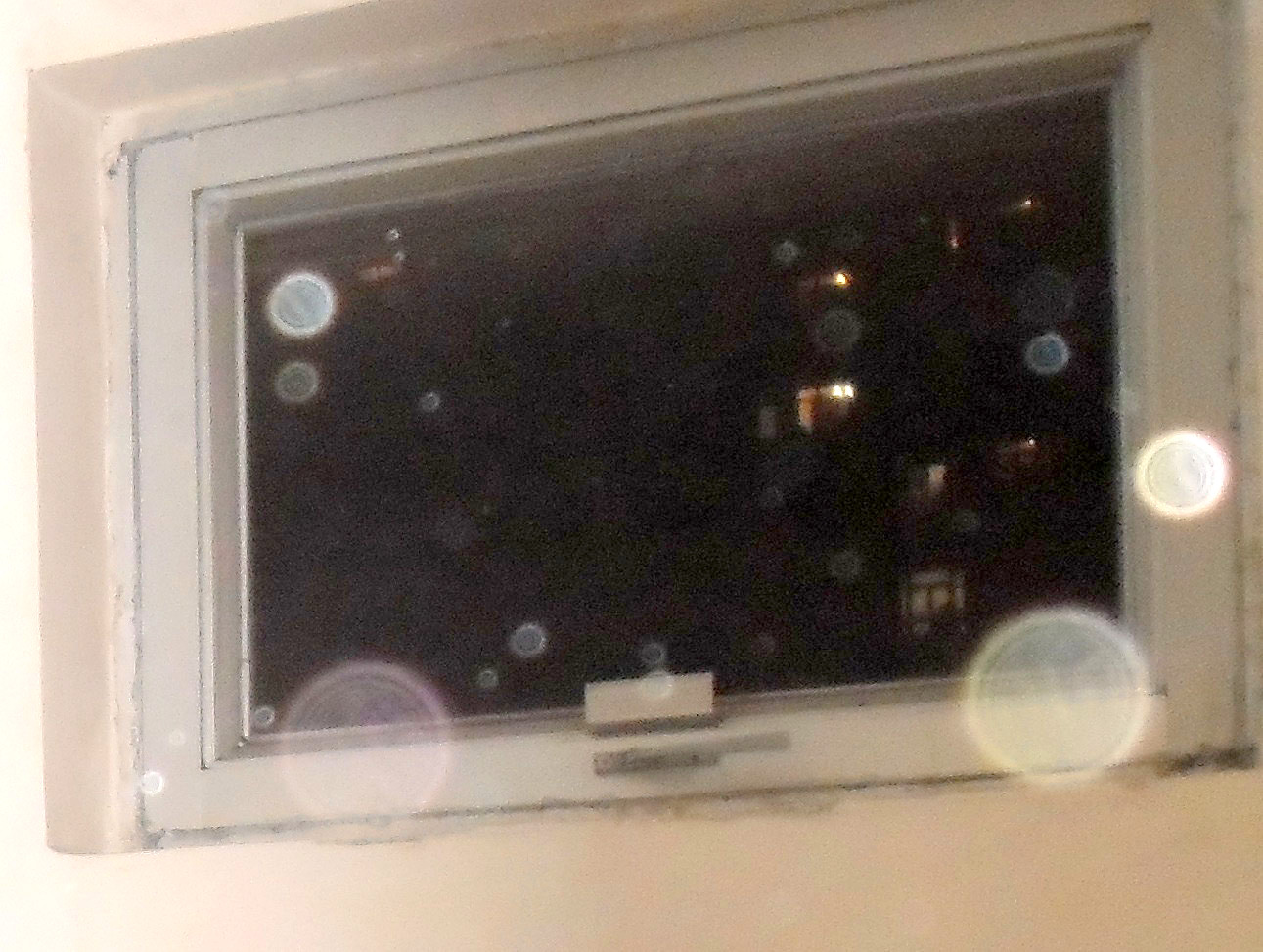
Orbes causés par la poussière en suspension.

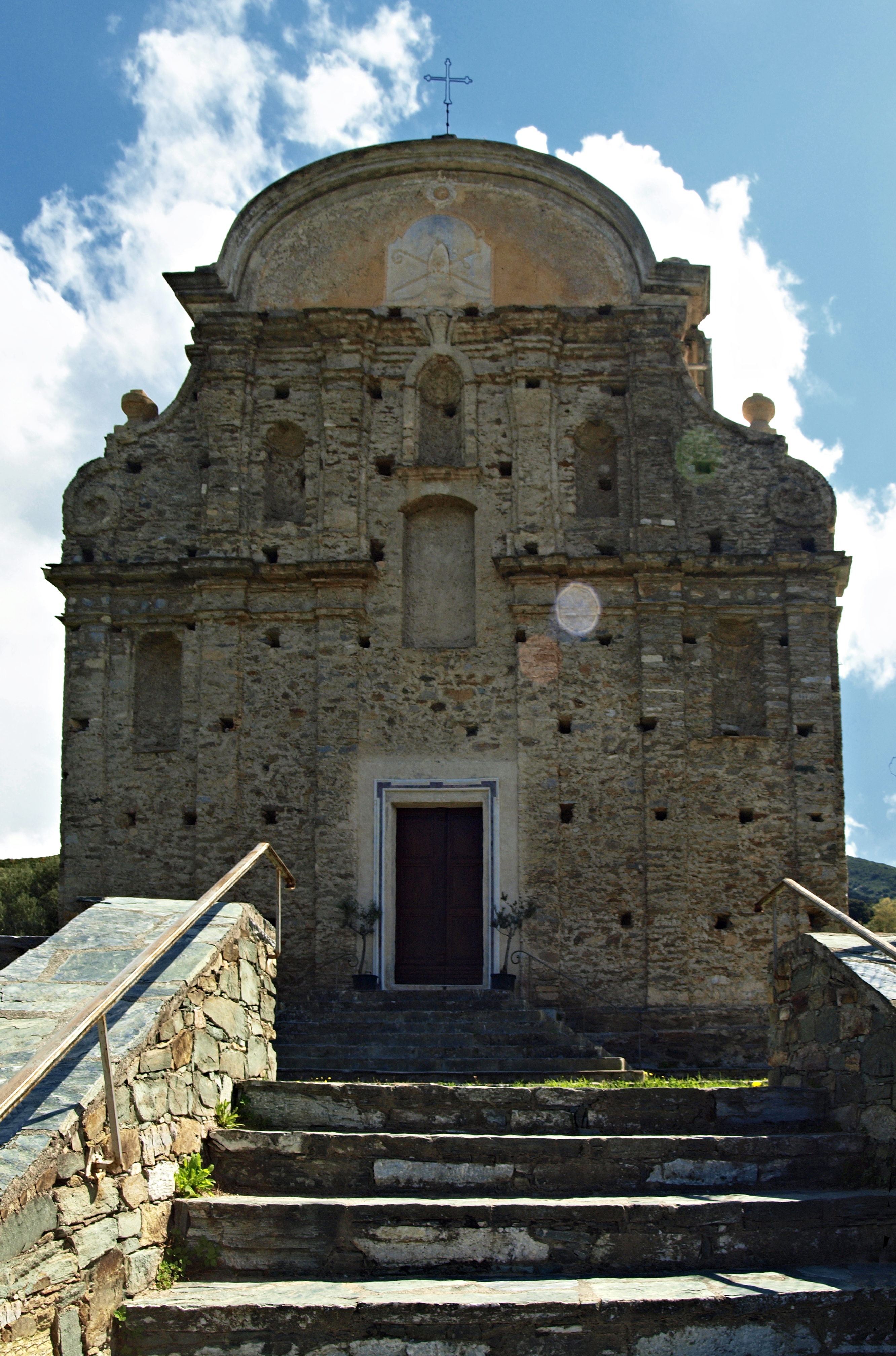
Orbe sur la façade de l'église Saint-Martin de Patrimonio.

En photographie, les orbes sont un phénomène optique représenté par des taches blanches ou blanchâtres, souvent transparentes, de taille variable et de forme circulaire qui apparaissent parfois sur les photos. 
Il s'agit d'un phénomène optique de réflexion des rayons du flash (rétrodiffusion) sur une particule (poussière, gouttelette, etc.) passant devant l'objectif. Comme la mise au point n'est pas faite pour des objets si proches de l'objectif, la poussière apparaît non comme un point mais comme un rond. Le phénomène a lieu aussi bien sur les photos argentiques, numériques ou même Polaroïd.

## L'explication scientifique
Quand une particule (poussière, grain de pollen, gouttelette, etc.) passe devant l'objectif d'un appareil photo, la lumière du flash s'y réfléchit et est renvoyée dans toutes les directions. Une partie de ces rayons réfléchis pénètre dans l'objectif, traverse le système de lentilles et atteint le capteur (CCD ou pellicule). Comme la focalisation ne peut être parfaite pour des poussières passant si près de l'objectif, l'image n'est pas réduite à un point, mais forme un rond appelé orbe.  En somme la forme circulaire de l'orbe n'est due qu'à la forme circulaire de l'objectif. L'orbe est d'autant plus grand que la défocalisation est importante. Le mécanisme de focalisation explique que les petits orbes apparaissent  brillants et les plus grands orbes  moins brillants et transparents.
Comme les orbes sont formés sur le capteur par la lumière du flash, ils ne sont vus ni avant la prise de vue, ni pendant. Ils ne sont vus qu'après, à l'examen de l'image. On parle alors de « photo surprise ». Ce ne sont pas des reflets car la lumière ne subit aucune réflexion entre la particule et le capteur. Il s'agit plutôt d'artéfacts, d'images parasites.
Le physicien français Jean de Talois fait remarquer que la limite du rond de l'orbe est souvent  formée d'un système de cercles concentriques.   Selon le physicien ces cercles s'interprètent comme un système de franges de diffraction de Fresnel. La source lumineuse est constituée par la poussière. L'ouverture diffractante est l'objectif ou plus précisément le diaphragme limitant le faisceau de rayons pénétrant dans l'objectif.
Le physicien américain Bruce Maccabee pense que l'observation des orbes a été favorisée par des changements techniques apportés aux appareils photographiques, à savoir  l'augmentation de la puissance des flashs, la plus grande sensibilité des capteurs numériques, enfin  la diminution de la distance séparant le flash de l'objectif.
On peut dire que la formation d'un orbe exige deux éléments essentiels: une source lumineuse ponctuelle (réalisée par la réflexion du flash sur une particule) et un diaphragme diffractant. On comprend dès lors que le phénomène admet des variantes. Par exemple, les orbes sont aussi photographiés dans l'eau car le milieu aérien n'est pas une condition nécessaire au phénomène. De même, il est possible d'enregistrer les orbes en continu et non en instantané. Il est aussi possible de produire des orbes par réflexion sur des surfaces, par exemple sur la cornée de l'œil.
Au bilan, l'explication scientifique considère les orbes comme un  phénomène purement optique. Elle rend compte, entre autres, de leur forme circulaire, des conditions de leur apparition, de leurs franges d'interférence, de leur brillance  et de leur transparence.

## Interprétation des orbes comme phénomène paranormal
Les orbes constituent un phénomène optique marginal rarement cité dans la littérature scientifique. La littérature de la technique photographique identifie les orbes sous l'appellation de points blancs circulaires. 
Cependant, avec la popularisation des caméras numériques dans les années 1990, a émergé  une croyance selon laquelle les orbes constitueraient non pas un phénomène optique, mais un phénomène paranormal. 
Bien que l'explication scientifique de ces orbes soit souvent explicitée dans les modes d'emploi des appareils photos eux-mêmes, il existe déjà, dans une certaine presse grand public, une littérature relativement abondante sur cette interprétation,,,,,.
Selon l'interprétation paranormale, les orbes seraient des "énergies" qui se matérialiseraient, ou des "entités", ou des "esprits" au même titre que les fantômes, ou des manifestations de l'au-delà, voire des ovnis. Pour certains, les orbes interagissent avec l'observateur. Pour d'autres, ils sont même porteurs de messages. 
Ces interprétations ne s'appuient sur aucune démonstration scientifique, mais sur des milliers de témoignages plus ou moins solides à travers le monde.